# Monteverde de Gallegos-Franceses
Monteverde de Gallegos-Franceses este o arie protejată (arie specială de conservare — SAC, sit de importanță comunitară — SCI) din Spania întinsă pe o suprafață de 1.408,6 ha, integral pe uscat.

## Localizare
Centrul sitului Monteverde de Gallegos-Franceses este situat la coordonatele 28°48′41″N 17°50′26″W / 28.8115°N 17.8406°V.

## Înființare
Situl Monteverde de Gallegos-Franceses a fost declarat sit de importanță comunitară în octombrie 1999 pentru a proteja 2 specii de plante. Situl a fost protejat și ca arie specială de conservare în ianuarie 2010.

## Biodiversitate
Situată în ecoregiunea , aria protejată conține 4 habitate naturale: Păduri de Olea și Ceratonia, Păduri de pin endemic canariene, Păduri macaroneziene de dafin (Laurus, Ocotea), Pajiști macaroneziene cu vegetație endemică.
La baza desemnării sitului se află mai multe specii protejate de  plante (2): Ferula latipinna, Woodwardia radicans.